# Orimarga perextensa
Orimarga perextensa är en tvåvingeart som beskrevs av Alexander 1972. Orimarga perextensa ingår i släktet Orimarga och familjen småharkrankar.
Artens utbredningsområde är Palau. Inga underarter finns listade i Catalogue of Life.